# جون ستيفن ميشو
جون ستيفن ميشو (بالإنجليزية: John Stephen Michaud)‏ هو قسيس أمريكي، ولد في 24 نوفمبر 1843 في برلينغتون في الولايات المتحدة، وتوفي في 22 ديسمبر 1908 في نيويورك في الولايات المتحدة.